# Kormos László (levéltáros)
Kormos László (Törökszentmiklós, 1919. november 30. – Debrecen, 1996. augusztus 31.) református lelkész, a debreceni református levéltár vezetője és a MELTE első elnöke volt.

## Munkássága
Apja, Kormos János géplakatos mester volt, anyja, Hayden Kornélia pedig a zeneszerzőiről híres Haydn család magyarországi ágából származott. Szolnoki reálgimnáziumi tanulmányai után 1940-ben a debreceni Tisza István Egyetemre iratkozott be, ahol református teológiát, valamint magyart, történelmet, sőt jogot is tanult, majd végül 1946/1947-ben református lelkészi és 1948-ban magyar-történelem szakos tanári oklevelet szerzett. Közben 1944 őszétől 1945 őszéig katonaszökevény, majd kényszerszolgálatos katona, végül az oroszok hadifoglya volt. Ez idő alatt, 1944. december 28-án vette feleségül Papp Ilonát, a kunmadarasi gyógyszerész lányát Győrben, ahol a katonai behívó elől rejtőzött. Lelkészi szolgálatát ugyanis mint exmittált segédlelkész 1944. május 10-én Kunmadarason kezdte, ahol (két hónapig tartó törökszentmiklósi segédlelkészkedés után) 1949. május 29-től megválasztott lelkészként működött. 1959-ben Kenderesre választották lelkésznek, majd 1973-ban a debreceni nagyerdői gyülekezetbe.
Mivel már Kunmadarason foglalkozott helytörténeti kutatással, kenderesi lelkészként 1960-ban őt választották a Nagykunsági Református Egyházmegye levéltárosának. A levéltártudomány iránti érdeklődését mutatja, hogy több hónapon keresztül a Szolnoki Állami Levéltárban és az Országos Levéltárban végzett szakgyakorlatot és 1964-ben tanulmányutat tett a Német Demokratikus Köztársaságba is, ahol az egyházi levéltárak és az egyházi levéltárosi munkaközösség munkájával ismerkedett. 1964-ben bölcsészdoktori címet szerzett a debreceni egyetemen. 1973-ban a Tiszántúli Református Egyházkerületi Levéltár igazgatójává nevezték ki. 1981-ben MKE Levéltári Szekciójában elnökségi taggá választották. Rendszeresen tartott egyház- és liturgia- és helytörténeti előadásokat lelkésztanfolyamokon, továbbképző tanfolyamokon és számos cikket írt a helyi, valamint a református országos lapokba. 1990-ben lelkészi állásából nyugdíjba vonult, azonban levéltárigazgatói tisztében egészen 1995. január 1-ig megmaradt.
A szocialista rendszer bukása után, 1991-ben Rómában részt vett a egyházi levéltárosok nemzetközi konferenciáján, ahol fölmerült az Egyházi Levéltárosok Nemzetközi Szövetsége megalakításának gondolata és Kormos László is megbízást kapott szövetség a magyar tagozatának megszervezésére. Így alakult meg 1993-ban a MELTE, amely őt választotta első elnökévé. Ugyancsak 1993-tól a Nemzetközi Levéltári Tanács (ICA) Egyházi és Felekezeti Levéltárak Szekciója elnökségi tagjává, majd 1995-ben titkárává választotta.

## Művei
- Kormos László (1919-1996) : biográfia-bibliográfia (magyar nyelven) (pdf). MELTE, 1999 (Hozzáférés: 2023. június 20.) / Szabadi István. - Debrecen, 1999. - 41. p.